# رضوان شربيب
رضوان شربيب تونسي من مواليد 27 أكتوبر 1968 وحسب موسوعة جينيس للأرقام القياسية فهو أطول رجل في العالم منذ عام 1998 حتى 15 يناير 2005 حيث بلغ طوله 2.35 متر.